# ノパリン
ノパリン(Nopaline)は、グルタミン酸とアルギニンの誘導体である化合物である。オパインの一種である。Tiプラスミドは、これらが生産するオピンの種類に基づいて、ノパリンプラスミド、オクトピンプラスミド、アグロピンプラスミドに分類される。これらのオピンは、アミノ酸とケト酸が縮合したものか、糖に由来するものである。オピンは炭素源や窒素源として用いられ、アグロバクテリウム属に分解される。